# Сакулин, Борис Викторович
Борис Ви́кторович Саку́лин (1878, Константиновка Подольской губернии; по другим данным, Москва — 1952, Москва) — русский и советский инженер, архитектор, градостроитель и преподаватель.

## Биография
Из дворян. После окончания в 1898 году в Москве Константиновского межевого института отбывал воинскую повинность в Варшаве. Под впечатлением строившегося там Александро-Невского собора (проект Л. Н. Бенуа) решил сменить профессию и поступил в Высшее художественное училище при Императорской Академии художеств. Окончил Высшее художественное училище в 1908 году со званием художника-архитектора. Ещё в период учёбы в Академии участвовал в 1905 году в строительстве Музея изящных искусств в Москве под руководством Р. И. Клейна. Позднее работал в Санкт-Петербурге на строительстве доходных домов совместно с К. К. Шмидтом. Самостоятельную архитектурную практику начал в начале 1910-х годов со строительства общежития Даниловского сахарорафинадного завода и железнодорожной больницы (1914, ныне — Будайская улица). Состоял архитектором службы пути Северных железных дорог. Член Общества испытания строительных материалов и Общества межевых инженеров, член-корреспондент Берлинской академии градостроительства. Преподавал в Константиновском межевом институте и Московском инженерном училище (с 1913 — Московский институт инженеров путей сообщения).
После Октябрьской революции занимался в основном вопросами градостроительства. Работал консультантом в Архитектурно-художественной мастерской Моссовета, в отделе градостроительства Управления городского и сельского строительства Комгосоора (Комитета государственных сооружений), участвовал в восстановлении Ярославля, разрушенного в результате подавления белогвардейского мятежа.
В 1918—1922 годах создал «Инфлюэнтограмму» московской агломерации — схему организации территории Москвы и прилегающего к ней района, ставшую первым крупным послереволюционным градостроительным проектом и одним из первых в мировом градостроительстве предложений развития крупного промышленного города, предполагающих комплексное развитие прилегающих территорий и поселений. Идеи Сакулина нашли отражение в принятых позднее градостроительных планах «Новая Москва» и «Большая Москва». По мнению М. И. Астафьевой-Длугач, выработанная Б. В. Сакулиным теория планировки повлияла на идеи районной планировки Л. -П. Аберкомби.
В 1928 году стал одним из учредителей и активным членом Объединения архитекторов-урбанистов (АРУ).
Позднее заведовал кафедрой планировки городов МВТУ, затем работал в Киевском художественном институте.

## Проекты и постройки
- 1905 — участие в строительстве Музея изящных искусств под руководством Р. И. Клейна, Москва, Волхонка, 12[2];
- 1913 — общежитие Даниловского сахарорафинадного завода, Москва, у Пресненской заставы[2];
- 1914 — железнодорожная больница, Москва, Будайская улица, 2[2];
- 1923 — внутреннее оформление павильонов Всероссийской сельскохозяйственной и кустарно-промышленной выставки[7]
- 1928 — проект планировки Смоленска[8];